# 广州新闻电台
广州新闻电台（又称：广州广播电视台新闻资讯广播）是中国广东省广州市的一个电台频率，为广州广播电视台所有。广州新闻电台是原广州人民广播电台的第一套节目，是电台新闻的主窗口，亦为广州台各频率中收听率最高的频道。

## 历史与发展
- 1991年12月1日，廣州電台風雲962启播，发射频率为FM 96.2MHz。该频道为广州电台播出的第一套节目，为全国首个24小时广播的省会城市电台[2]。
- 2008年12月1日，广州电台新闻资讯广播的频道形象由“风云962”变更为“广州电台第一台”。[3]

## 发射频率
广州新闻电台使用调频广播，发射频率为FM 96.2MHz。
从化区转播频率92.7MHz，在太平镇三百洞发射台发射。
增城区转播频率101.9MHz。